# Amanda Peet
Amanda Peet, född 11 januari 1972 i New York, är en amerikansk skådespelare. Hon fick något av ett genombrott i filmen Oss torpeder emellan från 2000. Peet har varit med i den bejublade teaterföreställningen Barefoot in the Park i New York.
Amanda Peet är gift med manusförfattaren David Benioff sedan 2006. Paret har två döttrar, födda 2007 och 2010.

## Filmografi i urval
- 1997 – Seinfeld (TV-serie) (avsnittet "The Summer of George")
- 1996 – En underbar dag
- 1998 – Southie
- 1999–2001 – Jack & Jill (TV-serie)
- 2000 – Oss torpeder emellan
- 2000 – Whipped
- 2001 – En djävul till flickvän
- 2002 – High Crimes
- 2002 – Changing Lanes
- 2002 – Igby Goes Down
- 2003 – Identity
- 2003 – Galen i kärlek
- 2004 – The Whole Ten Yards
- 2004 – Melinda och Melinda
- 2005 – A Lot Like Love
- 2005 – Syriana
- 2006 – Griffin & Phoenix
- 2006 – The Ex
- 2006–2007 – Studio 60 on the Sunset Strip (TV-serie)
- 2007 – Terra (röst)
- 2007 – Martian Child
- 2008 – Arkiv X: I Want to Believe
- 2009 – How I Met Your Mother (TV-serie) (avsnittet "Jenkins")
- 2009 – 2012
- 2010 – Gullivers resor
- 2015–2016 – Togetherness (TV-serie)
- 2023 – Fatal Attraction (TV-serie)
- 2025 – Your Friends and Neighbors (TV-serie)